# José de Anchieta Fontana
José de Anchieta Fontana (* 31. Dezember 1940 in Santa Teresa; † 9. September 1980 ebenda) war ein brasilianischer Fußballspieler.
1970 gehörte Fontana als Abwehrspieler der brasilianischen Nationalmannschaft an, die in jenem Jahr auch die Weltmeisterschaft gewann.
Im Alter von nicht ganz 40 Jahren starb José de Anchieta Fontana an einem Herzinfarkt in seiner Heimatstadt Santa Teresa.